# Pseudanurida sawayana
Pseudanurida sawayana is een springstaartensoort uit de familie van de Neanuridae. De wetenschappelijke naam van de soort is voor het eerst geldig gepubliceerd in 1965 door Schuster.